# كوري ويثرو
كوري ويثرو (بالإنجليزية: Cory Withrow)‏ هو لاعب كرة قدم أمريكية أمريكي، ولد في 5 أبريل 1975 في سبوكين في الولايات المتحدة.

## وصلات خارجية
- كوري ويثرو على موقع مرجع كرة القدم المحترفة.كوم (الإنجليزية)